# Rönne å
Rönne å (dansk: ~ Rønne Å) er en å i Skåne. Den 85 km lange Rönne å udspringer i Ringsjön i det nordvestlige Skåne og udmunder ved Ängelholm nordøst for Helsingborg. Vest for åen ligger Søderåsen.
Rönne er en populær rute til kanosejlads. Strækningen fra Stockamöllan til Ängelholm er indrettet med lejrpladser. Populærest er den første del fra Stockamöllan og Forsmöllan i Klippans kommun. Den anden del er den resterende strækning fra Stackarp til Skälderviken ved Kattegat i Ängelholms kommun.
56°14′10.07″N 12°55′8.58″Ø / 56.2361306°N 12.9190500°Ø